# Дрогобич (аеродром)
Дрогобицьке летовище (аеродром) — летовище на Львівщини, у місті Дрогобичі. 

## Розташування
Летовище знаходиться у північно-східній частині Дрогобича, за 4 км від середмістя, поблизу села Почаєвичі.

## Опис
Злітно-посадкова смуга аеродрому має асфальтно-бетонне покриття розміром 900х21 м. Тобто, сюди можуть прилітати і приземлятися практично всі літаки так званої «легкої авіації» – АН-2, ЯК-52, ЯК-18Т, АН-28, Л-410 і деякі інші літаки та вертольоти. Загальна площа аеродрому – понад 23 тисячі кв. м. Призначений він для польотів повітряних суден вагою до 10 тонн.

## Історія
Побудований в 1940 році. Діяв до червня 1941 року як військовий об'єкт з кам'яним покриттям (тепер не існує). Використовувався для поштових та військових літаків.
З 7 лютого 1958 року відкрито регулярне повітряне сполучення між Станіславом (Івано-Франківськом) та Дрогобичем. Політ тривав 35 хвилин, коштував 40-45 карбованців, а літак вміщував 10 пасажирів. О 10:00 відбувався виліт зі Станіслава. Літак прибував у Дрогобич о 10:35. Виліт з Дрогобича — о 10:55, прибуття до Станіслава — об 11:30.
З 1 листопада 1971 р. Дрогобич був пов'язаний повітряним транспортним сполученням зі Львовом, Тернополем та Луцьком. Станом на кінець 2012 р. знаходиться в «пасивному використанні» і приймає лише приватні літаки.
У 2013 році летовище взяв в оренду готельно-курортний комплекс «Карпати». А вже в 2014-му році повідомлялося, що летовище проходить сертифікацію задля можливості приймати чартерні рейси.
У липні 2020 року на Дрогобицькому летовищі підрозділи 80-ї десантно-штурмової бригади Десантно-штурмових військ ЗС України проводили свої навчання — виконували стрибки з парашутом.
Дрогобицьке летовище потребує капіталовкладень та часткової реконструкції. З огляду на те, що можливе повнофункціональне використання даного об'єкту в регіоні має своє виправдання. Зокрема, в туристичній сфері. Станом на 2019 рік з летовища проводять авіаекскурсії Франковим краєм, а також стрибки з парашутом з висоти 900 та 3200 метрів.